# Amelie Zadeh
Amelie Zadeh (* 28. November 1985 in Linz) ist eine österreichische bildende Künstlerin, die an der Schnittstelle von Theorie und Praxis arbeitet. Sie lebt und arbeitet in Hamburg und Wien.

## Leben
Zadeh studierte Kulturwissenschaft an der Universität Wien, Bildende Kunst und Kulturwissenschaft an der Akademie der Bildenden Künste Wien bei Matthias Herrmann (Fotograf) sowie bei Jeanne Faust an der Hochschule für Bildende Künste Hamburg. 2016 Diplom Akademie der Bildenden Künste Wien, Klasse für Kunst und Fotografie (Matthias Herrmann, Mona Hahn). Sie interessiert sich in ihrer künstlerischen Arbeit für aktuelle Fragestellungen zum Fotografischen als auch Bildpolitiken an der Schnittstelle von Theorie und Praxis. Sowohl der individuelle Prozess als auch kollektive Projekte wie Publikationen dienen als Ausgangspunkt, sich diesen Themenfeldern zu nähern. Der Ausgangspunkt ihrer künstlerischen Praxis liegt meistens im Fotografischen. Sie eignet sich häufig in Datenbanken oder dem Internet gefundenes Bildmaterial an, das sie mit analogen technischen Verfahren in der Dunkelkammer bearbeitet. Amelie Zadeh untersucht das Sein und das Werden des fotografischen Bildes und befragt das Medium hinsichtlich seiner Materialität. Über ihre künstlerische Produktion hinaus widmet sie sich auch Projekten als Kuratorin und Autorin, die ihre Arbeit erweitern. Seit 2012 ist sie Herausgeberin des Streulicht-Magazin für Fotografie und Artverwandtes, 2017 entstand die Publikationsreihe „Carte Blanche“.

## Auszeichnungen/Förderungen
- 2013/14 Sept-März Art School Alliance Stipendiatin, Hfbk Hamburg (Hochschule für bildende Künste Hamburg)
- 2014 Talenteförderungspreis Land Oberösterreich
- 2017 Startstipendium BKA Österreich
- 2017 Projektstipendium BKA Österreich

## Einzelausstellungen (Auswahl)
- 2014 Around You, Around Me Around You, Around Me, Stimultania, Strasbourg.[1]
- 2017 IN THE SENSE OF Einzelausstellung Camera Matteotti Wien/Andreas Huber
- 2017 ÜBER BILDER, Einzelausstellung Kunstverein Jesteburg

## Ausstellungsbeteiligungen (Auswahl)
- 2010 Five directions of photography through photography @ Hilger BrotKunsthalle[2]
- 2014 Art School Alliance OPEN STUDIOS, Hfbk Hamburg Gruppenausstellung
- 2015 THE DAY WILL COME - WHEN PHOTOGRAPHY REVISES / PHOTO TRIENNALE HAMBURG Co-Kuratorin der Ausstellung gemeinsam mit Bettina Steinbrügge, Kunstverein in Hamburg, DE
- 2015 PREISE & TALENTE Gruppenausstellung der OÖ Kulturpreisträger, Offenes Kulturhaus Oberösterreich (OK) für zeitgenössische Kunst, Linz
- 2016 6x6 POSITIONEN ZUR ZUKUNFT DER FOTOGRAFIE, Kuratorinnen: Bettina Steinbrügge, Amelie Zadeh, Ausstellungsarchitektur: Studio Miessen, Berlin im Oberösterreichischen Landesmuseum, Landesgalerie Linz[3]
- 2016 IN THE SENSE OF... im Rahmen v. Eyes On - Monat der Fotografie Gruppenausstellung mit Anita Schmid Galerie Nathalie Halgand, Wien
- 2017 Fotomuseum Winterthur - PLATTFORM Portfolioreview[4]

## Publikationen (Auswahl)
- 2012 „from re-wind to un-wind. Topografien des Unvorstellbaren in Harun Farockis respite.“ In: Trauma und Film, hrsg. v. Julia Köhne, Kadmos Verlag, 2012.
- 2012-15 STREULICHT, Magazin für Fotografie und Artverwandtes[5]
- Reading the City von Amelie Zadeh (Herausgeber), Björn Westphal (Herausgeber), Carsten Uhlig (Nachwort), Daniel Wimmer (Fotograf) 2015
- 2015/16 6X6 POSITIONEN ZUR ZUKUNFT DER FOTOGRAFIE Hrsg. gem. mit Kunstverein in Hamburg & Landesgalerie Linz, Verlag für Moderne Kunst Nürnberg, 2015*

## Sammlungen
- Albertina (Wien)
- Bundeskanzleramt Kunst u. Kultur, Österreich[6]

## Videos
- Triennale in Hamburg: 6 Fragen an die Fotografie 2015